# Paysandú Bella Vista
O Paysandú Bella Vista é um clube uruguaio de futebol fundado em 1939 situado na cidade de Paysandú, no oeste do país.
Manda seus jogos no Parque "Bella Vista", em Paysandú, cuja capacidade de torcedores ainda é desconhecida.

## História
Fundado como Atlético Bella Vista, o clube se manteve durante a maior parte do tempo filiado à Liga Departamental de Fútbol de Paysandú, onde está até hoje, tendo angariado nove tírulos.
Em 1999, participou da Primeira Divisão uruguaia por meio de uma licitação (visto que o clube não passara pela Segunda Divisão). Nos anos seguintes passaria a atuar com o nome de Paysandú Bella Vista, mantendo, no entanto, o nome original.
Jogou a segundona uruguaia em 2005, conquistando o acesso à Elite, mas acabou sendo suspenso por dívidas.